# Chiesa di San Salvatore ai Monti
La chiesa di San Salvatore ai Monti è un luogo di culto cattolico concesso al culto ortodosso di Roma, situata nel rione Monti, in via Madonna dei Monti.

## Storia

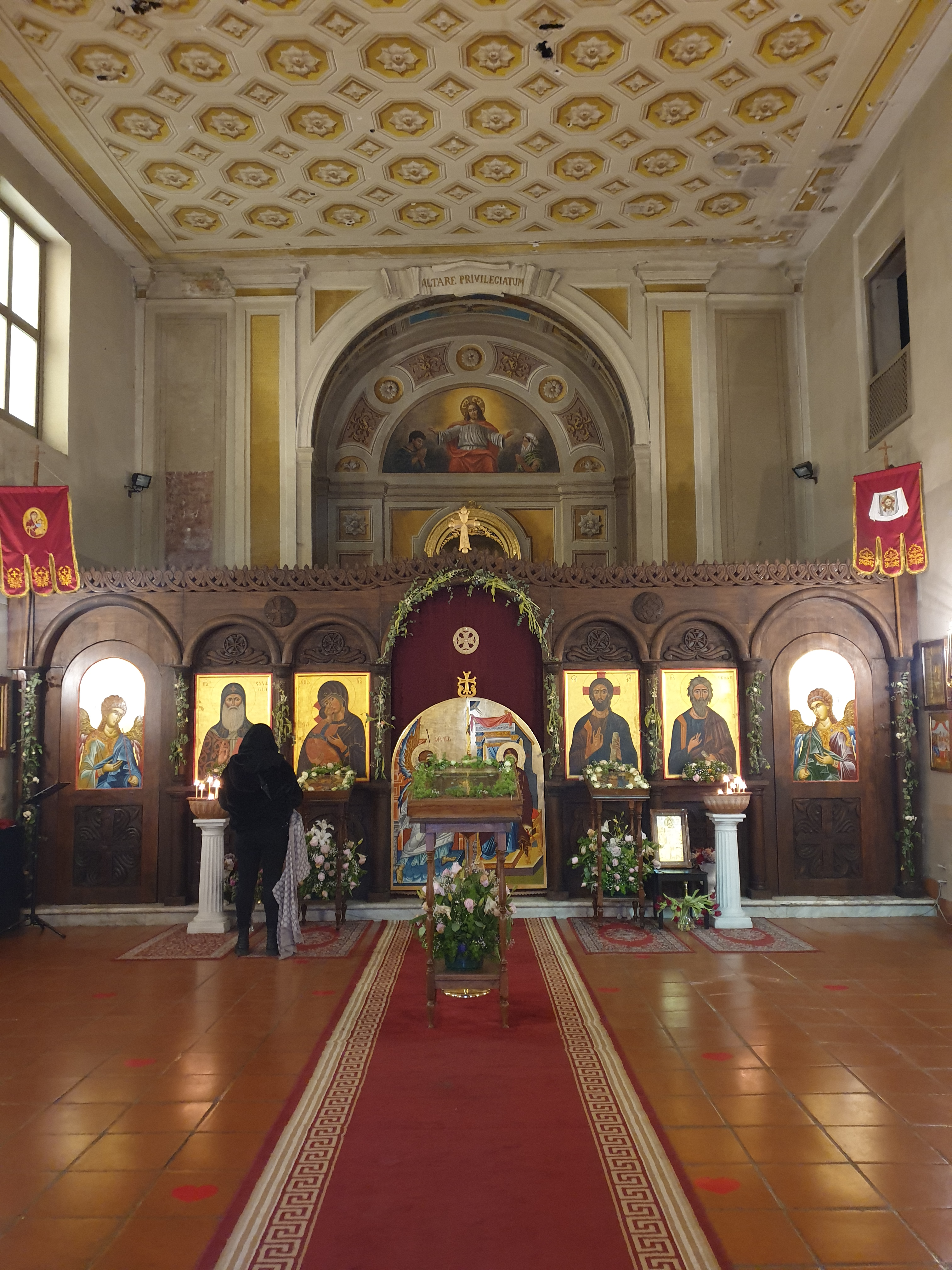
L'interno della chiesa

È ricordata per la prima volta in una bolla di papa Niccolò IV del 1289, ed ebbe vari appellativi, tra cui San Salvatore de Suburra e a torre secura. Questi due nomi fanno riferimento, il primo dall'antico quartiere romano della Suburra, ove è posta la chiesa; il secondo alla vicinanza con la torre medievale dei Conti, detta appunto torre secura oppure volgarmente torre scura.
La chiesa antica, distrutta durante il sacco di Roma del 1527, fu ricostruita tra il 1630 e il 1635, e subì un ulteriore rifacimento nel 1762.
Dal 2013, la chiesa è stata affidata alla comunità georgiana di Roma, ed è sede della parrocchia di Sant'Andrea Apostolo della diocesi dell'Europa Occidentale del Patriarcato Ortodosso Autocefale Georgiano.